# Alexander Butler
Alexander Charles Butler, auch Andre Beaulieu (* 1869 in den USA; † 1959) war ein US-amerikanischer Filmregisseur und Schauspieler beim britischen Film.

## Leben
Der in den USA geborene Butler drehte in Großbritannien zwischen 1913 (in diesem Jahr entstanden Kurzfilme) und 1926 rund 70 Werke, meist für den Produzenten George Berthold Samuelson, mit dem er sich zwischen Dezember 1919 und April 1920 auch in seinem Geburtsland aufhielt, um den Markt für ihre Produktionen zu sondieren. Sein 1914 entstandener Film The Shepherd of the Southern Cross wurde in Australien gedreht. Seine Tochter, die Tänzerin Gwendolen Tremayne (1909–2012), wurde in Twickenham geboren, trat als Kind (1920) selbst vor die Filmkamera und war später eines der bekannten Tiller-Girls. Gelegentlich war Butler, von 1917 bis 1922 unter dem Pseudonym Andre Beaulieu, auch vor der Kamera als Darsteller tätig.

## Filmografie
Regie
- 1913: For £50,000
- 1913: Greater Love Hath No Man
- 1913: In London’s Toils
- 1913: In the Hands of London Crooks
- 1913: In the Toils of the Blackmailer
- 1913: London by Night
- 1913: O.H.M.S.
- 1913: The Anarchist’s Doom
- 1913: The Great Bullion Robbery
- 1913: The Passions of Men
- 1913: A Little Child Shall Lead Them
- 1915: The Shepherd of the Southern Cross
- 1916: A Fair Impostor
- 1916: A Pair of Spectacles
- 1916: Just a Girl
- 1916: Nursie! Nursie!
- 1916: The Girl Who Loves a Soldier
- 1916: The Valley of Fear
- 1917: In Another Girl’s Shoes
- 1917: Little Women
- 1917: My Lady’s Dress
- 1917: The Sorrows of Satan
- 1918: Jo the Crossing Sweeper
- 1918: On Leave
- 1919: Damaged Goods
- 1919: The Beetle
- 1919: The Disappearance of the Judge
- 1919: The Lamp of Destiny
- 1919: The Life of a London Actress
- 1919: The Odds Against Her
- 1919: The Thundercloud
- 1920: David and Jonathan
- 1920: Her Story
- 1920: Love in the Wilderness
- 1920: The Night Riders
- 1920: The Ugly Duckling
- 1921: For Her Father’s Sake
- 1923: Married Love
- 1923: Should a Doctor Tell?
- 1923: The Knockout
- 1924: Napoleon and Josephine
- 1925: A Stitch in Time
- 1925: Absence Makes the Heart Grow Fonder
- 1925: All That Glistens Is Not Gold
- 1925: At the Mercy of His Wife
- 1925: Auld Lang Syne
- 1925: Do Unto Others
- 1925: Driven from Home
- 1925: Her Golden Hair Was Hanging Down Her Back
- 1925: Her Great Mistake
- 1925: How It Happened
- 1925: Hung Without Evidence
- 1925: I Do Like to Be Beside the Seaside
- 1925: It Is Never Too Late to Mend
- 1925: Laugh and the World Laughs with You
- 1925: Little Dolly Daydream
- 1925: Man Proposes God Disposes
- 1925: Never Put Off Until Tomorrow
- 1925: Out of Sight out of Mind
- 1925: Parted
- 1925: Should a Mother Tell
- 1925: Skeleton Keys
- 1925: The Choice
- 1925: The Death of Agnes
- 1925: The Eternal Triangle
- 1925: They Wouldn’t Believe Me
- 1925: Those Who Live in Glass Houses
- 1925: ’Tis a Long Lane That Has No Turning
- 1925: There’s Many a Slip
- 1926: Napoleon und Josephine

Schauspieler
- 1925: She
- 1926: The Wreck of the Hesperus
- 1938: Mountains O’Mourne